# Maéva Coutant
 (novembre 2023).
Maéva Coutant, née le 5 juin 1991 est une taekwondoïste française.

## Biographie
Maeva est une jeune taekwondoïste originaire de l'île de La Réunion, qui a rapidement fait sa marque dans le monde du sport. Elle a commencé sa pratique martial à l’âge de 7 ans et à très vite pris goût au combat et à la compétition. C’est sur les tatamis du Palais des Sports à Gerland qu’elle remporte sa première médaille nationale. Une belle breloque en argent qui signe le début d’un rendez-vous immanquable, auquel elle répondra présente pendant 10 ans.En 2005, l’opportunité d’intégrer le CREPS de la Plaine des Cafres lui permet de suivre un cursus sport/études. Tout en développant ses compétences athlétiques, elle participe à des sélections pour ses premiers championnats d’Europe à Bakou en 2007, où elle fait Championne d’Europe Junior. Grâce à ses performances exceptionnelles, elle quitte La Réunion, à l’âge de 16 ans pour rejoindre le Pôle France d'Aix-en-Provence, un centre d'entraînement de haut niveau en France. C'est là qu'elle a continué à perfectionner ses compétences et à se préparer pour des compétitions international.

Très vite ses efforts portent leur fruit, elle est surclassée et participe aux Championnat d’Europe Senior en Italie, alors qu’elle n’est encore que Junior, et décroche la médaille de Bronze.À la suite de ce résultat, direction Paris, elle accède au collectif France Élite les portes de l’INSEP s’ouvrent. Durant 5 années, elle a l’occasion de côtoyer les plus grands du sport français, toutes disciplines confondues. Les compétitions les plus prestigieuses défilent, Championnats du Monde, Championnats d’Europe, Tournois de qualification Olympique et de multiples Open internationaux.

Elle termine sa carrière sportive en mai 2013,### Reconversion en kinésiologie  
Après avoir mis fin à sa carrière sportive en 2013, elle a choisi de se reconvertir en kinésiologie. De 2014 à 2016, elle a suivi une formation de deux ans à l’Institut Européen de Kinésiologie (IEK) à Toulouse.  
Aujourd’hui, installée sur son île natale, elle exerce le métier de kinésiologue, accompagnant les personnes à travers cette discipline qui relie le corps, le mental et les émotions. 
En parallèle, elle reste active dans le domaine du taekwondo. Membre du comité directeur de la Ligue de Taekwondo de La Réunion, elle a également occupée le poste d’entraîneur régional durant l’olympiade 2024, poursuivant ainsi son engagement auprès de la discipline qui a marqué son parcours.

### Palmarès

#### Coupe du Monde par équipe
- Médaille d'argent de la Coupe du Monde par équipe à Aruba, (Aruba)

#### Championnats d'Europe
- Médaille de bronze des -53 kg du Championnat d'Europe 2012 à Manchester, (Royaume-Uni)
- Médaille de bronze des -53 kg du Championnat d'Europe 2008 à Rome, (Italie)
- Médaille d'Or des -49 kg du Championnat d'Europe Junior 2007 à Bakou, (Azerbaïdjan)

#### Championnats de France
- Championne de France Senior au Championnats de France 2013 à Gerland, Palais des Sports Lyon, (France)
- Championne de France Senior au Championnats de France 2012 à Calais, (France)
- Championne de France Senior au Championnats de France 2011 à Strasbourg, (France)
- Championne de France Espoir au Championnats de France 2011 à Gerland, Palais des Sports Lyon, (France)
- Championne de France Espoir au Championnats de France 2010 à Strasbourg, (France)
- Vice-championne de France Senior au Championnats de France 2009 à Gerland, Palais des Sports Lyon, (France)
- Championne de France Espoir au Championnats de France 2009 à Monaco, (France)
- Championne de France Senior au Championnats de France 2008 à Gerland, Palais des Sports Lyon, (France)
- Championne de France Espoir au Championnats de France 2008 à Paris, (France)
- Championne de France Junior au Championnats de France 2007 à Gerland, Palais des Sports Lyon, (France)
- Vice-championne de France Cadette au Championnats de France 2006 à Gerland, Palais des Sports Lyon, (France)
- Championne de France Cadette au Championnats de France 2005 à Gerland, Palais des Sports Lyon, (France)
- Championne de France Minimes au Championnats de France 2004 à Gerland, Palais des Sports Lyon, (France)
- Vice-championne de France Minimes au Championnats de France 2003 à Gerland, Palais des Sports Lyon, (France)